# Euphonia
Az Euphonia a madarak osztályának verébalakúak (Passeriformes) rendjébe és a pintyfélék (Fringillidae) családjába tartozó nem.

## Rendszerezésük
A nemet Anselme Gaëtan Desmarest francia zoológus írta le 1806-ban, az alábbi fajok tartoznak ide:
- Euphonia jamaica
- Euphonia plumbea
- Euphonia affinis
- Euphonia luteicapilla
- sárgahasú kántokmadár (Euphonia chlorotica)
- Euphonia trinitatis
- Euphonia concinna
- Euphonia saturata
- Euphonia finschi
- kántokmadár (Euphonia violacea)
- Euphonia laniirostris
- Euphonia hirundinacea
- Euphonia chalybea
- Euphonia fulvicrissa
- Euphonia imitans
- Euphonia gouldi
- Euphonia chrysopasta
- Euphonia mesochrysa
- Euphonia minuta
- Euphonia anneae
- Euphonia xanthogaster
- Euphonia rufiventris
- Euphonia pectoralis
- Euphonia cayennensis

## Előfordulásuk
Mexikó, Jamaica, Közép-Amerika és Dél-Amerika területén honosak. Természetes élőhelyeik a szubtrópusi vagy trópusi esőerdők, erdők, szavannák és cserjések, valamint emberi környezet. Állandó, nem vonuló fajok.

## Megjelenésük
Testhosszuk 9-11 centiméter körüli. A hímek többsége felül sötét fémes kék, alul élénksárga, a tojók túlnyomórészt olajzöldek.